# Công nghệ Bayer

Công nghệ Bayer

Công nghệ Bayer là phương pháp chủ yếu trong công nghiệp để tinh luyện quặng thô bauxit để sản xuất ra quặng alumina.
Trong bauxit có đến 30-60% là alumina, Al2O3, phần còn lại là các silica, nhiều dạng oxide sắt, và dioxide titan. Alumina phải được tinh chế trước khi có thể sử dụng để điện phân sản xuất ra nhôm kim loại. Trong công nghệ Bayer, bauxit bị chuyển hóa bởi một luồng dung dịch natri hydroxide (NaOH) nóng lên tới 175°C để trở thành hydroxide nhôm, Al(OH)3  tan trong dung dịch hydroxide theo phản ứng sau:
Al2O3 + 2 OH − + 3 H2O → 2 [Al(OH)4]−
Các thành phần hóa học khác trong bauxit không hòa tan theo phản ứng trên được lọc và loại bỏ ra khỏi dung dịch tạo thành bùn đỏ, quặng đuôi hay đuôi quặng của loại quặng bauxit. Chính thành phần bùn đỏ này gây nên vấn nạn môi trường về vấn đề đổ thải giống như các loại quặng đuôi của các khoáng sản kim loại màu nói chung. Tiếp theo, dung dịch hydroxide được làm lạnh và hydroxide nhôm ở dạng hòa tan phân lắng tạo thành một dạng chất rắn, bông, có màu trắng. Khi được nung nóng lên tới 1050 °C (quá trình canxit hóa), hydroxide nhôm phân rã vì nhiệt trở thành alumina và giải phóng hơi nước:
2 Al(OH)3 → Al2O3 + 3 H2O

## Lịch sử
Công nghệ Bayer được Karl Bayer phát minh vào năm 1887. Khi làm việc ở Saint Petersburg, Nga ông đã phát triển từ một phương pháp ứng dụng alumina cho ngành công nghiệp dệt (nó được dùng làm thuốc cẩn màu trong nhuộm sợi bông), vào năm 1887 Bayer đã phát hiện rằng nhôm hydroxide kết tủa từ dung dịch kiềm ở dạng tinh thể và có thể tách lọc và rửa dễ dàng, trong khi nó kết tủa bởi sự trung hòa dung dịch trong môi trường acid thì ở dạng sệt và khó rửa sạch.
Một vài năm trước đó, Louis Le Chatelier ở Pháp đã phát triển phương pháp để tạo ra alumina khi nung bauxit trong natri cacbonat, Na2CO3, ở 1200 °C, tạo ra natri aluminat (NaAlO2) và nước, sau đó tạo kết tủa nhôm hydroxide bằng cacbon dioxide, CO2, tiếp theo nhôm hydroxide được đem đi lọc và làm khô. Quá trình này bị lãng quên khi phương pháp của Bayer ra đời.
Công nghệ này trở nên rất quan trọng trong ngành luyện kim cùng với những phát minh về điện phân nhôm vào năm 1886. Cùng với phương pháp xử lý bằng xyanua được phát minh vào năm 1887, công nghệ Bayer khai sinh ra lĩnh vực thủy luyện kim hiện đại.
Ngày nay, công nghệ này vẫn gần như không thay đổi và nó tạo ra hầu hết alumina của thế giới, được cung cấp như một sản phẩm trung gian trong sản xuất nhôm.